# Градус Гесса
Градус Гесса (также градус по Гессу) — единица измерения крепости напитков (по объему) в Российской империи.

## История
В 1840-х годах академик Г. И. Гесс по заказу российского правительства создал методы и прибор для определения количества спирта в вине.
До этого крепость измерялась «отжигом». Например, смесь спирта с водой, которая теряла половину объёма при отжиге (около 38 % алкоголя) называлась полугаром. В представлении министра финансов Канкрина от 1843 года было сказано, что отжиг вина и английские гидрометры не обеспечивают точности показаний; а спиртомер Траллеса требует для вывода крепости вычислений, и потому надо придать системе Траллеса удобную для России форму.
В 1847 году Гесс выпустил книгу «Учёт спиртов», в которой излагались правила использования спиртомера с таблицами для определения крепости и пропорций разведения спирта. Второе издание в 1849 году также содержало очерк истории и теории измерения крепости.
Спиртометрические таблицы Гесса сочетали измерения по Траллесу с российской традицией пересчёта спирта на полугар. Спиртомер Гесса показывал не содержание алкоголя, а число вёдер воды, имеющей температуру +12,44 °R (градусов Реомюра, +60 °F, +15,56 °C), которое требовалось добавить к 100 вёдрам испытываемого спирта, чтобы получить полугар, определённый как 38 % алкоголя. Сходная система использовалась в Англии, где стандартом служил пруф (57,3 % алкоголя).
В 1863 году, после введения в 1861 году акцизной системы, официальное использование градуса Гесса прекратилось, а измерение крепости алкоголя стало производиться в объёмных процентах при той же температуре +12,44 °R.

## Стандартные крепости
Уже к 1839—1843 годам в России продавались несколько сортов «вина» (водки):
| Название             | Градус по Гессу | Процент алкоголя |
| -------------------- | --------------- | ---------------- |
| Полугар              | 0               | 38               |
| Пенное вино          | 20              | 44,25            |
| Трёхпробное вино     | 33⅓             | 47,4             |
| Четырёхпробный спирт | 50              | 56               |
| Двойной спирт        | 100             | 74,7             |

## Конструкция спиртомера
Спиртомер Гесса включал:
- металлический волчок с гирьками
- термометр
- спиртомерные таблицы
- стеклянный регулятор для поверки точности волчка
- сосуд для проб вина
- линейку с обозначениями крепости вина

Система Гесса просуществовала много лет, даже после официального введения спиртометрического градуса Траллеса.